# Medio Monte
Medio Monte är en ort i Mexiko.   Den ligger i kommunen Tonalá och delstaten Chiapas, i den sydöstra delen av landet, 700 km sydost om huvudstaden Mexico City. Medio Monte ligger 6 meter över havet och antalet invånare är 311.
Terrängen runt Medio Monte är platt. Havet är nära Medio Monte åt sydväst. Runt Medio Monte är det ganska glesbefolkat, med 50 invånare per kvadratkilometer. Närmaste större samhälle är Tonalá, 19,1 km norr om Medio Monte. Trakten runt Medio Monte består huvudsakligen av våtmarker.